# SVV in het seizoen 1964/65
Het seizoen 1964/1965 was het 11e jaar in het bestaan van de Schiedamse betaaldvoetbalclub SVV. De club kwam uit in de Tweede divisie B en eindigde daarin op de vijfde plaats. Tevens deed de club mee aan het toernooi om de KNVB beker, hierin werd de club in de kwartfinale, na strafschoppen, uitgeschakeld door Go Ahead (0–0 n.v.).

## Wedstrijdstatistieken

### Tweede divisie B
|       | Baronie | BVV   | D.F.C. | Fortuna | 't Gooi | Helmondia '55 | Hermes DVS | HVC   | Limburgia | LONGA | NOAD  | Roda JC | Wilhelmina | Xerxes |
| ----- | ------- | ----- | ------ | ------- | ------- | ------------- | ---------- | ----- | --------- | ----- | ----- | ------- | ---------- | ------ |
| Thuis | 2 – 1   | 1 – 0 | 1 – 2  | 2 – 2   | 0 – 0   | 2 – 1         | 2 – 1      | 3 – 0 | 5 – 1     | 2 – 1 | 3 – 0 | 2 – 2   | 6 – 4      | 1 – 4  |
| Uit   | 4 – 0   | 2 – 1 | 3 – 0  | 5 – 1   | 1 – 2   | 2 – 1         | 0 – 3      | 0 – 1 | 0 – 2     | 1 – 2 | 2 – 2 | 1 – 1   | 1 – 2      | 2 – 1  |

### KNVB beker
| 1e ronde                                    | SVV                                                  | 3 – 0 (3 – 0)                             | RBC                                                        |
| 4 oktober 1964 Plaats: Schiedam Harga       | John Schenk 5' Leen Hubert 10' Wout van Meeteren 25' |                                           |                                                            |
| 2e ronde                                    | SVV                                                  | 4 – 2 (2 – 1)                             | ADO                                                        |
| 6 december 1964 Plaats: Schiedam Harga      | Wout van Meeteren 2', 3', 60', 80'                   |                                           | 15' Michel van der Loop 70' René Pas                       |
| 3e ronde                                    | Velox                                                | 0 – 3 (0 – 2)                             | SVV                                                        |
| 28 februari 1965 Plaats: Utrecht Koningsweg |                                                      |                                           | 28' Wout van Meeteren 40' Dick van Dijk 63' Jan van Dongen |
| Kwartfinale                                 | SVV                                                  | 0 – 0 n.v. Go Ahead wint na strafschoppen | Go Ahead                                                   |
| 16 mei 1965 Plaats: Schiedam Harga          |                                                      |                                           |                                                            |

## Statistieken SVV 1964/1965

### Eindstand SVV in de Nederlandse Tweede divisie B 1964 / 1965
| Stand | Gespeeld | Gewonnen | Gelijk | Verloren | Punten | Doelpunten voor | Doelpunten tegen |
| ----- | -------- | -------- | ------ | -------- | ------ | --------------- | ---------------- |
| 5e    | 28       | 15       | 5      | 8        | 35     | 51              | 43               |

### Topscorers
| #                | Naam                       | Goal |
| ---------------- | -------------------------- | ---- |
| 1.               | Dick van Dijk              | 13   |
| 1.               | Wout van Meeteren          | 13   |
| 3.               | Leen Hubert                | 7    |
| 4.               | Aad Osterholt              | 6    |
| 5.               | Jan Rijkuiter              | 3    |
| 6.               | Harrie van Gent            | 2    |
| 6.               | Theo van der Poel          | 2    |
| 8.               | Jan van Andel              | 1    |
| 8.               | Wim Warsdorp               | 1    |
| 8.               | Aad van der Zouwen         | 1    |
| Eigen doelpunten |                            |      |
| –                | Theo Borsten (Wilhelmina)  | 1    |
| –                | Henk van Ierssel (Baronie) | 1    |
| Totaal           | Totaal                     | 51   |

| #      | Naam              | Goal |
| ------ | ----------------- | ---- |
| 1.     | Wout van Meeteren | 6    |
| 2.     | Dick van Dijk     | 1    |
| 2.     | Jan van Dongen    | 1    |
| 2.     | Leen Hubert       | 1    |
| 2.     | John Schenk       | 1    |
| Totaal | Totaal            | 10   |